# スピンマスター
スピンマスター（英: Spin Master Ltd.）は、カナダに本社を置く玩具メーカー。
カナダ、アメリカ、メキシコ、フランス、イタリア、イギリス、スロバキア、ポーランド、ドイツ、スウェーデン、オランダ、中国、香港、日本、ベトナム、オーストラリアにオフィスを置き、全世界で1600人以上の従業員を雇用している。
2002年以降、TIA Toy of The Yearに92回ノミネート、13回の最優秀を含む28回の受賞をしている。2021年現在、パウ・パトロールの 2 人のキャラクターである警察の子犬チェイスと消防士のマーシャルが同社のマスコットです。

## 歴史
ウェスタン・アイビー ビジネススクールの同級生であったロネン・ハラーレイ（Ronnen Harary）、アントン・ラビー（Anton Rabie） 、ベン・ヴァラディ（Ben Varadi）の3人が、1994年に資本10,000ドルでトロントに設立。
会社としての初の成功は、1998年にローンチしたAir Hogsブランドと、その最初の商品「スカイシャーク」となった。ジョン・ディクソンとピーター・マニングによって作成されたプロトタイプから作られており、開発には2年以上の期間と50万ドルが掛かったが、数年後には1億300万ドル以上の収益を生んだ。スカイシャークはスピンマスターを有名にし、世界で最も人気のあるおもちゃの1つとなった。
1999年までには従業員数28人にまで成長し、「年間1000件の発明を評価している」とLAタイムズに語った。1998年には製造ラインを香港に移した。
1999年にはフリックトリックス・フィンガーバイクでもう一つの成功をおさめた。2003年にはBounce 'Roundの買収し、初の企業買収を行った。その後数年で、アメリカ、日本、西ヨーロッパにオフィスを設立した。
2008年に爆丸バトルブローラーズをセガトイズと共同開発。年間10億ドルのヒット商品となった。
アニメーション事業として、スピンマスターエンターテインメントが存在する。
2013年8月、メカノを買収した。
2015年6月、ゲーム・パズル会社であるCardinal Industriesを買収する契約を締結。この買収により、アメリカで2番目に大きいゲーム会社となった。この発表の1か月後、トロント証券取引所で最初の株式公開を行った。
2016年1月、イタリアのEditrice Giochi SRLが所有するボードゲームのライブラリを購入。2016年2月、エッチ・ア・スケッチのブランドをオハイオ・アート・カンパニーより買収。2016年4月、スウェーデンのボニアグループからデジタル玩具メーカーのToca BocaとSago Miniを買収した。2016年8月、スイムウェイズコーポレーションの買収により、ウォーター・アウトドアスポーツ部門にも参画した。
2017年、ゲーム会社のMarbles・スポーツ玩具メーカーのエアロビー・立体迷路のパープレクサスを買収した。
2018年3月、ぬいぐるみブランドのガンドを買収した。
スピンマスターは現在、16か国で1600人以上を雇用し、15億ドルの売り上げを有する企業となっている。

## 主な製品
- 爆丸シリーズ
- パウ・パトロール
- テンカイナイト
- ゾゾゾ ゾンビーくん
- ぷにるんず
- ルービックキューブ
- ピウジュスの冒険